# Seba alvarezi
Seba alvarezi is een vlokreeftensoort uit de familie van de Sebidae. De wetenschappelijke naam van de soort is voor het eerst geldig gepubliceerd in 2009 door Winfield et al.